# 高島英幸
高島 英幸（たかしま ひでゆき）は、日本の英語教育学者。東京外国語大学名誉教授。Ed.D.（教育学博士）。福井県武生市（現・越前市）生まれ。

## 来歴
- 1967年 - 福井市順化小学校卒業[2]。
- 1970年 - 福井市明道中学校卒業[2]。
- 1973年 - 福井県立藤島高等学校卒業[2]。
- 1977年 - 福井大学教育学部卒業。
- 1979年 - 広島大学大学院教育学研究科英語科教育専攻博士前期課程修了、鹿児島大学教養部講師（後に助教授）。
- 1982年 - カリフォルニア大学ロサンゼルス校大学院英語教授法 (TESL) 専攻修士課程修了。
- 1989年 - 兵庫教育大学大学院助教授（後に教授）。
- 1995年 - テンプル大学ジャパンキャンパス大学院英語教授法 (TESOL) 専攻博士課程修了。
- 2004年 - 東京外国語大学外国語学部教授（言語・情報講座、英語教育特化コース）。
- 2009年 - 東京外国語大学総合国際学研究院教授（言語文化部門・言語研究系、大学院重点化に伴う配置換え）。
- 2019年 - 定年退職、東京外国語大学名誉教授

## 編著書
- 『文法項目別英語のタスク活動とタスク 34の実践と評価：文法項目別英語のタスク活動とタスク 34の実践と評価』（大修館書店、2005年）
- 『中学校英語科のリニューアルと授業デザイン』（平田和人ほかと共著、明治図書、2002年）
- 『実践的コミュニケーション能力のための英語のタスク活動と文法指導』（大修館書店、2000年）
- 『中学校学習指導要領（平成10年12月）解説 - 外国語編』（平田和人ほかと共著、東京書籍、1999年）
- 『コミュニケーションにつながる文法指導』（大修館書店、1995年）